# 芦毛沢温泉
芦毛沢温泉（あしげさわおんせん）は、青森県平川市唐竹字芦毛沢にある日帰り温泉施設。　　　　　　　　

## 泉質
- 単純温泉

## 温泉街
温泉は、集落の端のほうの高台にある。

## 歴史
黒鉱を採掘しようとして見つかり、温泉となる。2002年に、火事で全焼したため建て替え。現在に至っている。

## 交通アクセス
鉄道 : 弘南鉄道弘南線平賀駅下車、車で約7分。
車 : 東北自動車道大鰐弘前ICから車で約20分。